# Reino de Croacia-Eslavonia
El Reino de Croacia-Eslavonia (en croata: Kraljevina Hrvatska i Slavonija; en húngaro: Horvát-Szlavón Királyság; en alemán: Königreich Kroatien und Slawonien) fue un reino autónomo dentro del Imperio austrohúngaro, como parte autónoma del Reino de Hungría (Transleitania), y comprendía parte de las actuales Serbia y Croacia.

## Historia
El Reino de Croacia-Eslavonia fue creado en 1868, cuando los antiguos reinos de Croacia y Eslavonia fueron unidos en un único reino. El reino existió hasta 1918 cuando se unió al Estado de los Eslovenos, Croatas y Serbios cuando se disolvió el Imperio austrohúngaro, y que posteriormente pasó a formar parte del Reino de los Serbios, Croatas y Eslovenos.
El nuevo Reino de los Serbios, Croatas y Eslovenos fue dividido en condados entre 1918 y 1922 y en óblasts entre 1922 y 1929. Con la formación del Reino de Yugoslavia en 1929, la mayor parte del territorio del antiguo Reino de Croacia-Eslavonia pasó a formar parte del Banato de Sava.

## Gobierno y política

### Estado político
El Compromiso Austro-Húngaro (Ausgleich) de 1867 creó la Monarquía Dual. Según el Compromiso, Austria y Hungría tendrían parlamentos separados (el Consejo Imperial y la Dieta de Hungría) que aprobaron y mantuvieron leyes separadas. Cada región tenía su propio gobierno, encabezado por su propio primer ministro. La "monarquía común" estaba formada por el rey emperador y los ministros comunes de asuntos exteriores, defensa y finanzas en Viena. El compromiso confirmó la relación histórica entre Croacia y Eslavonia, de ocho siglos de antigüedad, con Hungría y perpetuó la división de las tierras croatas, ya que tanto Dalmacia como Istria permanecieron bajo la administración austriaca (como Reino de Dalmacia y Margraviato de Istria).
Con la insistencia de Francisco José, Hungría y Croacia alcanzaron un acuerdo (o Nagodba en croata) en 1868, otorgando a los croatas un estatus especial en Hungría. El acuerdo otorgó a los croatas autonomía sobre sus asuntos internos. El Ban (Virrey o gobernador) croata ahora sería nominado por el gobierno conjunto croata-húngaro liderado por el primer ministro húngaro, y nombrado por el rey. Las áreas de interés "común" para los húngaros y croatas incluían finanzas, asuntos cambiarios, política comercial, la oficina de correos y el ferrocarril. El croata se convirtió en el idioma oficial del gobierno de Croacia, y los representantes croatas que discutían asuntos "comunes" antes de que la dieta croata-húngara pudieran hablar croata. Un Ministerio de Asuntos croatas fue creado dentro del gobierno húngaro.
Aunque el Nagodba proporcionó cierta medida de autonomía política a Croacia-Eslavonia, estaba subordinada política y económicamente a Hungría en la entidad croata-húngara de la Monarquía.

### Reyes
| Imagen | Nombre                              | Reinado   | Notas |
| ------ | ----------------------------------- | --------- | --- |
|        | Francisco José I de Austria         | 1867-1916 | Durante su reinado nació la monarquía dual. Estuvo de acuerdo con la autonomía de Croacia-Eslavonia dentro del Reino de Hungría.                                                              |
|        | Carlos I de Austria y IV de Hungría | 1916-1918 | Sobrino nieto del anterior rey. Asumió durante plena contienda de la Primera Guerra Mundial, el malestar y las derrotas provocados por el conflicto originó la caída de la monarquía en 1918. |

### Parlamento

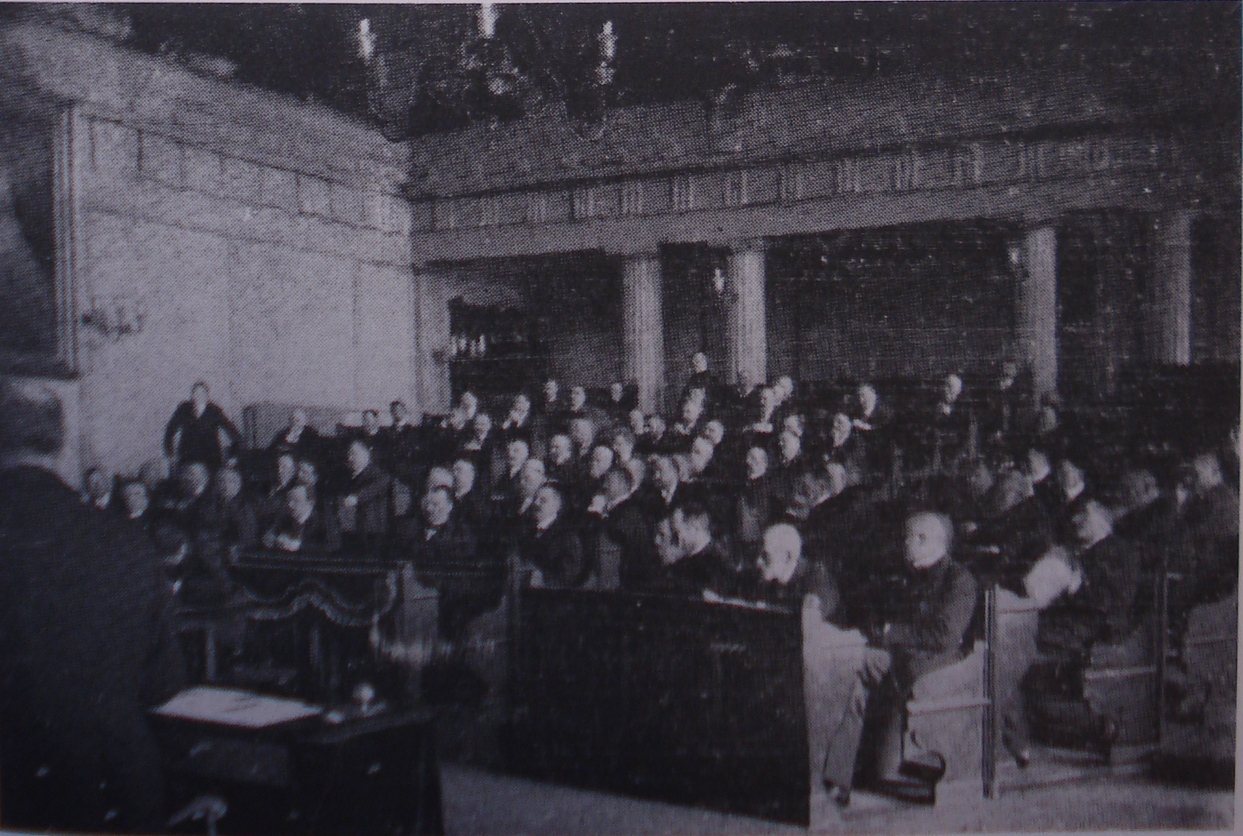
Sesión del parlamento

El Parlamento croata o el Sabor croata-eslavo-dálmata real (en croata: Kraljevski Hrvatsko-slavonsko-dalmatinski sabor o Sabor Kraljevina Hrvatske, Slavonije i Dalmacije) tenía autoridad legislativa sobre las cuestiones autónomas según el acuerdo croata-húngaro del Reino Unido. La ley (proyecto de ley), aprobada por la Dieta, se convirtió en un estatuto (un acta) después de la aprobación real (sanción). También tenía que ser firmado por el Ban. El rey tenía el poder de vetar toda la legislación aprobada por la Dieta y también de disolverla y convocar nuevas elecciones. Si el rey disolviera la Dieta, tendría que convocar nuevas elecciones durante un período de tres meses.
El parlamento fue convocado anualmente en Zagreb por el rey o por el comisionado especialmente designado del rey (generalmente el Ban). Era unicameral, pero junto con 88 diputados electos (en 1888), 44 miembros ex officio eran de alta nobleza croata y eslavona (príncipes, condes y barones masculinos, similares a sus pares hereditarios), mayores de 24 años que pagaron al menos 1000 forines (guldens) (un año de impuesto a la tierra), altos dignatarios de la Iglesia católica (latina y greco-católica) y ortodoxa oriental y prefectos supremos del condado (veliki župani) de todos los condados croata-eslavos. El período legislativo fue de tres años, después de 1887 - cinco años.
El Parlamento croata eligió veintinueve (después de la reincorporación de la Frontera militar croata y la Frontera militar eslava en 1881 cuarenta) representantes para la Cámara de Representantes y dos miembros (después de 1881, tres) para la Casa de los Magnates (cámara alta) de la Dieta de Hungría (el Parlamento conjunto Croata-Húngaro). Pero no tenían la posibilidad de veto. En el parlamento conjunto podían hablar en idioma croata, que rara vez se utilizaba.
El Reino de Croacia-Eslavonia celebró elecciones independientes para el Parlamento croata en 1865, 1867, 1871, 1872, 1878, 1881, 1883, 1884, 1887, 1892, 1897, 1901, 1906, 1908, 1910, 1911, 1913.

### Gobierno autónomo
El Gobierno Autónomo o Gobierno Territorial, oficialmente "Gobierno Territorial Real Croata-Eslavo-Dálmata" (Croata: Zemaljska vlada o Kraljevska hrvatsko-slavonsko-dalmatinska zemaljska vlada) se estableció en 1869 con sede en Zagreb (Parlamento de Croacia). Hasta 1914 poseía tres departamentos:
- Departamento de Asuntos Internos (croata: Odjel za unutarnje poslove)
- Departamento de Religión y Educación (croata: Odjel za bogoštovlje i nastavu)
- Departamento de Justicia (croata: Odjel za pravosuđe).
- El Departamento de Economía Nacional fue establecido en 1914 como un cuarto departamento (Croata: Odjel za narodno gospodarstvo)[1]

A la cabeza del gobierno autónomo en Croacia-Eslavonia estaba el Ban, que era responsable de la Dieta croata-eslavonia-dálmata.

### Ban (primer ministro y virrey)
Lista de banes (virreyes) desde 1868 hasta 1918:
- Barón Levin Rauch de Nyék 1868-1871
- Koloman Bedeković 1871-1872
- Ivan Mažuranić 1873-1880
- Ladislav Pejačević 1880-1883
- Dragutin Khuen-Héderváry 1883-1903
- Teodor Pejačević 1903-1907
- Aleksandar Rakodczay 1907-1908
- Pavao Rauch 1908-1910
- Nikola Tomašić 1910-1912
- Slavko Cuvaj 1912-1913
- Ivan Skerlecz de Lomnica 1913-1917
- Antun Mihalović 1917-1918

## Defensa
En el verano de 1868, el acuerdo croata-húngaro definió una nueva situación para los asuntos militares y de defensa, que se convirtió en una competencia común húngaro-croata. Se estableció así la Guardia Real Nacional Croata (en croata: Kraljevsko hrvatsko domobranstvo, a menudo simplemente Domobranstvo o Domobran en singular, en alemán: Croatisch-Slawonische Landwehr), que era la sección croata del ejército territorial del Real Honvédség Húngaro (Húngaro: Magyar Királyi Honvéds) existente entre 1868 y 1918.

Anverso del estandarte de la Guardia Real Croato-Eslavonia.

## División territorial

Croacia-Eslavonia dentro de Austria-Hungría (región número 17).

Croacia-Eslavonia dentro del Reino de Hungría.

El Reino de Croacia-Eslavonia estaba dividido en ocho condados o comitatus (capital entre paréntesis):
- Bjelovar-Križevci (Bjelovar)
- Lika-Krbava (Gospić)
- Modruš-Rijeka (Ogulin)
- Požega (Požega)
- Sirmia (Vukovar)
- Varaždin (Varaždin)
- Virovitica (Osijek)
- Zagreb (Zagreb)

## Economía

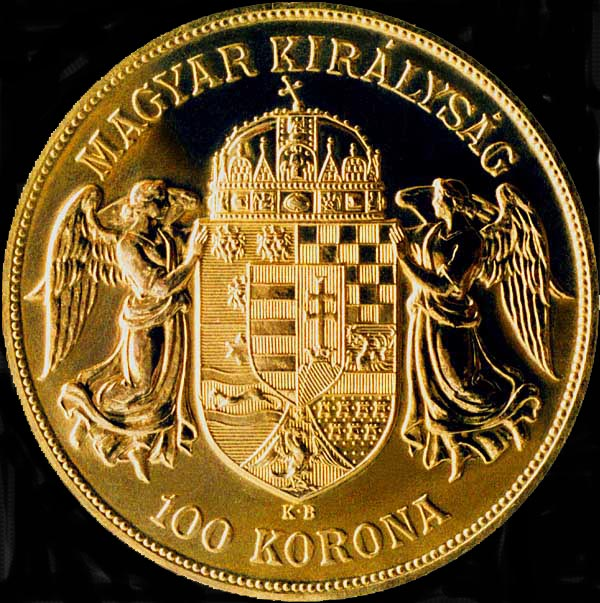
Moneda de 100 coronas.

Croacia y Eslavonia eran predominantemente rurales. En 1880 el 87 % de la población se dedica a la agricultura, 1890 aún 84.6 % (detrás de Dalmacia, el porcentaje más alto en la monarquía), mientras que esta cifra cayó a 78.6 % en 1900 y en 1914 a un 75,4 %. La cría de ganado fue particularmente importante y fue estimulada y subvencionada por el gobierno y por la Sociedad Económica Croata. Se trataba de mejorar las razas, educar a los ganaderos y mejorar la producción. En 1910, se exportaron 80 millones de coronas de ganado y productos pecuarios, lo que fue el doble del presupuesto croata. Hasta principios del siglo XX, las plantas industriales más grandes se limitaban principalmente a la industria de la madera. A principios de siglo, el número de trabajadores industriales y empresas industriales se fue incrementando, aunque Croacia siguió siendo un país predominantemente agrícola. Desde principios del siglo XX, la concentración de la industria en las ciudades fue característica, especialmente en Zagreb y Osijek, donde un tercio de los trabajadores se concentra en la industria. La mitad de toda la industria en 1914 está en las ciudades, y el número y la fuerza de la maquinaria en la industria fue creciendo rápidamente. Hubo un número creciente de plantas industriales importantes en la producción de cemento, productos alimenticios, construcción naval y procesamiento de tabaco. La mayoría de las empresas industriales se organizaron como sociedades anónimas que tenían su sede principal en Croacia. Debido a las necesidades de la industria, se construyeron las primeras centrales eléctricas: en 1884, una central hidroeléctrica en Duga Resa, en 1908 una central hidroeléctrica en Ozalj, y en 1907, Zagreb obtuvo electricidad de una central térmica.
En 1913 había 61 bancos y 146 cajas de ahorro. El banco nacional más grande fue el primer banco croata de ahorros. El capital austriaco, italiano, húngaro y checo desempeñó un papel importante.

## Transporte y comunicaciones

### Ferrocarril

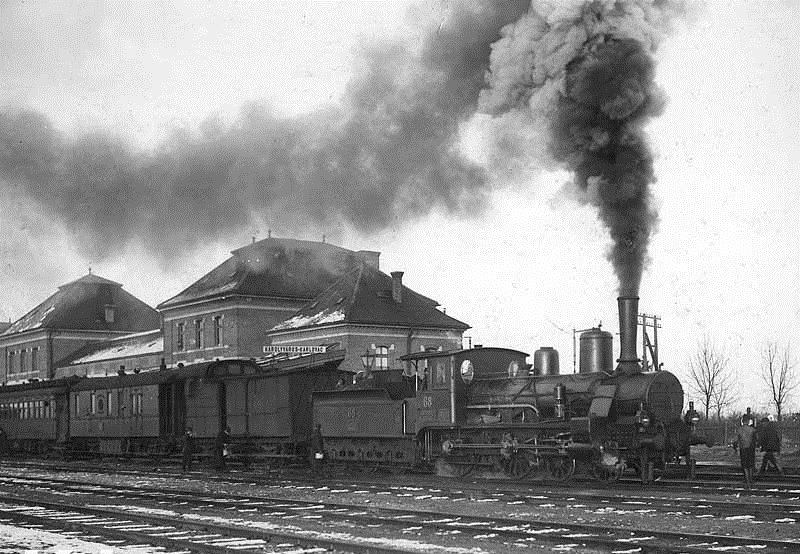
Tren en la estación de Karlovac, 1890.

Durante el periodo de la monarquía austrohúngara en Croacia y Eslavonia, hubo una expansión significativa de la red ferroviaria. En el acuerdo húngaro-croata de 1868, los proyectos ferroviarios y su ejecución quedaron bajo la jurisdicción del Ministerio de Comercio y Administración Ferroviaria de Hungría en Budapest. Las autoridades húngaras se han visto obstaculizadas por la influencia de los financieros croatas, ya que la red ferroviaria en interés de las fuerzas económicas nacionales fortaleció la autonomía croata en su conjunto e impidió la supervisión del gobierno húngaro. Los húngaros construyeron las líneas en interés de su política de transportes, que se basaba en el sistema radial de líneas, que tenía su origen en la metrópolis de Budapest y la vinculaba con los países vecinos y la periferia. Zagreb se conectó a Budapest por ferrocarril en 1870 y Rijeka a través de Zagreb en 1873. En el virtud de la política húngara, Slavonski Brod se conectó antes con Budapest que con Zagreb. La construcción de la línea Lynch (Ogulin-Knin), que unía Croacia y Eslavonia con Dalmacia, se vio obstaculizada por Hungría, que no quería emitir un permiso de construcción. La construcción finalmente comenzó en 1914, pero fue cancelada por el estallido de la Primera Guerra Mundial. Los ferrocarriles estatales húngaros (MAV) implementaron la política de Magiarización, utilizando ilegalmente solo el idioma húngaro en los ferrocarriles de Croacia y Eslavonia, empleando húngaros y discriminado a hablantes de croata. Y después de los disturbios en 1903 por causa de dicha política, en Croacia y Eslavonia en los ferrocarriles, solo el 57,6 % de los empleados usaban el croata, y el húngaro seguía siendo el idioma oficial de la oficina.

### Transporte marítimo
Aunque la mayoría de la navegación marítima se encontraba en Dalmacia, el golfo de Carnaro y Rijeka, en la costa de Croacia se desarrolló el comercio marítimo, especialmente en Senj, Bakar y Susak. Se estableció una Escuela Naval en Bakra, que fue elevada a la categoría de Academia Marítima en 1917. Varias compañías navieras privadas, de acciones conjuntas y cooperativas de Senj y Bakra eran propietarias de veleros. Aunque navegaron por todo el mundo, principalmente a Estados Unidos y Australia, a fines del siglo XIX hubo una decaída definitiva de veleros en viajes de gran escala. Con este cambio, las compañías navieras no pudieron responder adecuadamente al capital, por lo que perdieron su importancia y recurrieron cada vez más al transporte de pasajeros y mercancías al Adriático.

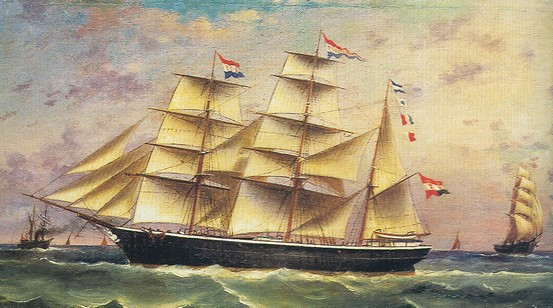
Velero, en Bakar, Croacia, 1873.

### Transporte en las ciudades
Con la urbanización de Zagreb y Osijek a finales del siglo XIX, fue necesario introducir el transporte público organizado. Aunque en Zagreb había un transporte público de temporada con omnibuses tirados por caballos, el primer transporte público real en Croacia se estableció en Osijek. Osijek consiguió un tranvía en 1884, mientras que en Zagreb fue inaugurado en 1891. El tranvía de Zagreb fue electrificado en 1910.

### Comunicaciones

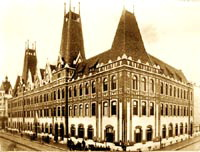
Oficina General de Correos en la calle Jurišićeva, Zagreb en 1904

La capital del Reino se conectó por primera vez a la red telegráfica, a principios de 1850. Zagreb se conectó por cable a Zidani Most en la actual Eslovenia (luego en Estiria).
La primera conexión telefónica en Croacia se estableció el 8 de enero de 1881 entre el departamento de construcción del gobierno de la ciudad de Zagreb y el departamento de ingeniería de suministro de agua, a 3.5 km de distancia. La primera concesión para la construcción de la red telefónica pública fue otorgada por Vilim Schwarz, quien liberó su oficina central telefónica y la red de los 45 suscriptores iniciales en 1887. Al darse cuenta de que el tráfico telefónico tenía buenos ingresos, en 1893 Schwarz asumió la concesión y en 1895 lanzó la primera central eléctrica estatal. Pronto la red se está expandiendo en otras ciudades, Varazdin (1898), Osijek, Zemun.

## Demografía
En el censo de 1919, la población del Reino alcazaba los 2 614 954 habitantes, e incluía hablantes de las siguientes lenguas:
- croata: 1.638.354 (62,5 %)
- serbio: 644.955 (24,6 %)
- alemán: 133.418
- húngaro: 105.047
- eslovaco: 20.884

## Religión
Datos tomados del censo de 1910.
- Iglesia católica
  - Iglesia latina: 1 877 833
  - Iglesias católicas orientales: 17 592
- Ortodoxo oriental: 653 184
- Protestantes: 51 707

### Iglesia católica
Aproximadamente el 75 % de la población era católica, con el 25 % restante ortodoxo. La Iglesia católica tenía la siguiente jerarquía dentro del reino:
| Diócesis                               | Nombre Croata                              | Est.     | Catedral                                                     |
| -------------------------------------- | ------------------------------------------ | -------- | ------------------------------------------------------------ |
| Arquidiócesis de Zagreb                | Zagrebačka nadbiskupija                    | 1093     | Catedral de Zagreb                                           |
| Eparquía de Križevci (Griega-Católica) | Križevačka biskupija (Križevačka eparhija) | 1777     | Catedral de la Santísima Trinidad en Križevci                |
| Diócesis de Srijem                     | Srijemska biskupija                        | Siglo IV | Catedral basílica de San Pedro (Đakovo)                      |
| Diócesis de Senj-Modruš                | Senjsko-modruška biskupija                 | 1168     | Catedral de la Asunción de la Santísima Virgen María en Senj |

### Judaísmo
En 1890, había 17 261 judíos viviendo en el reino. En 1867, se construyó la Sinagoga de Zagreb.

## Cultura
La moderna Universidad de Zagreb fue fundada en 1874. La Academia Yugoslava de Ciencias y Artes y Matica hrvatska fueron las principales instituciones culturales en el reino. En 1911, la principal institución cultural en el Reino de Dalmacia, Matica dalmatinska, se fusionó con Matica hrvatska. Vijenac fue una de las revistas culturales más importantes del reino. El edificio del Teatro Nacional Croata en Zagreb se inauguró en 1895. El Teatro Nacional Croata en Osijek se estableció en 1907. El Hospital de las Hermanas de la Caridad en Zagreb fue el primero establecido en el reino.

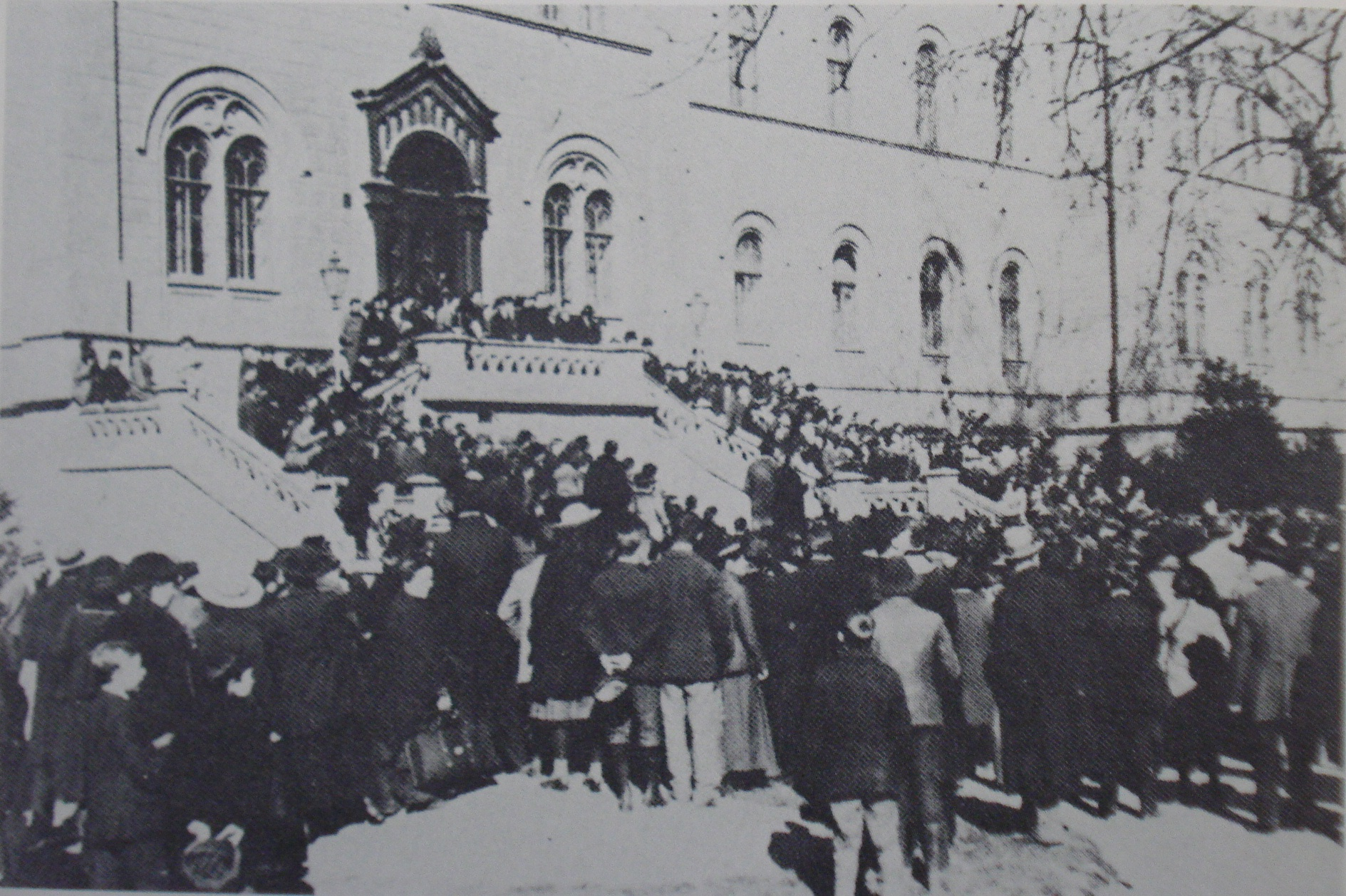
Manifestaciones frente a la Universidad de Zagreb 29-10-1918.
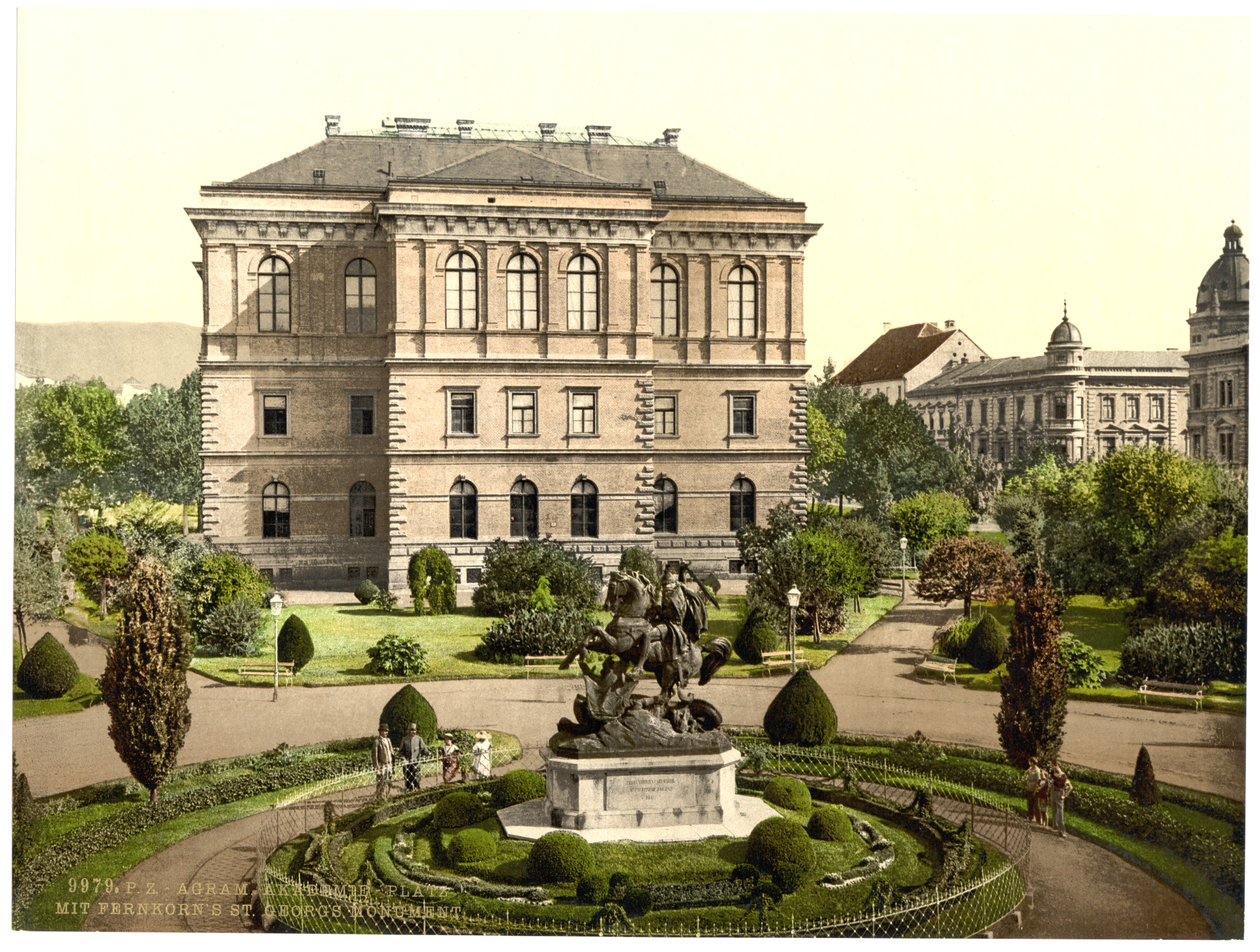
Palacio de la Academia en la década de 1890.
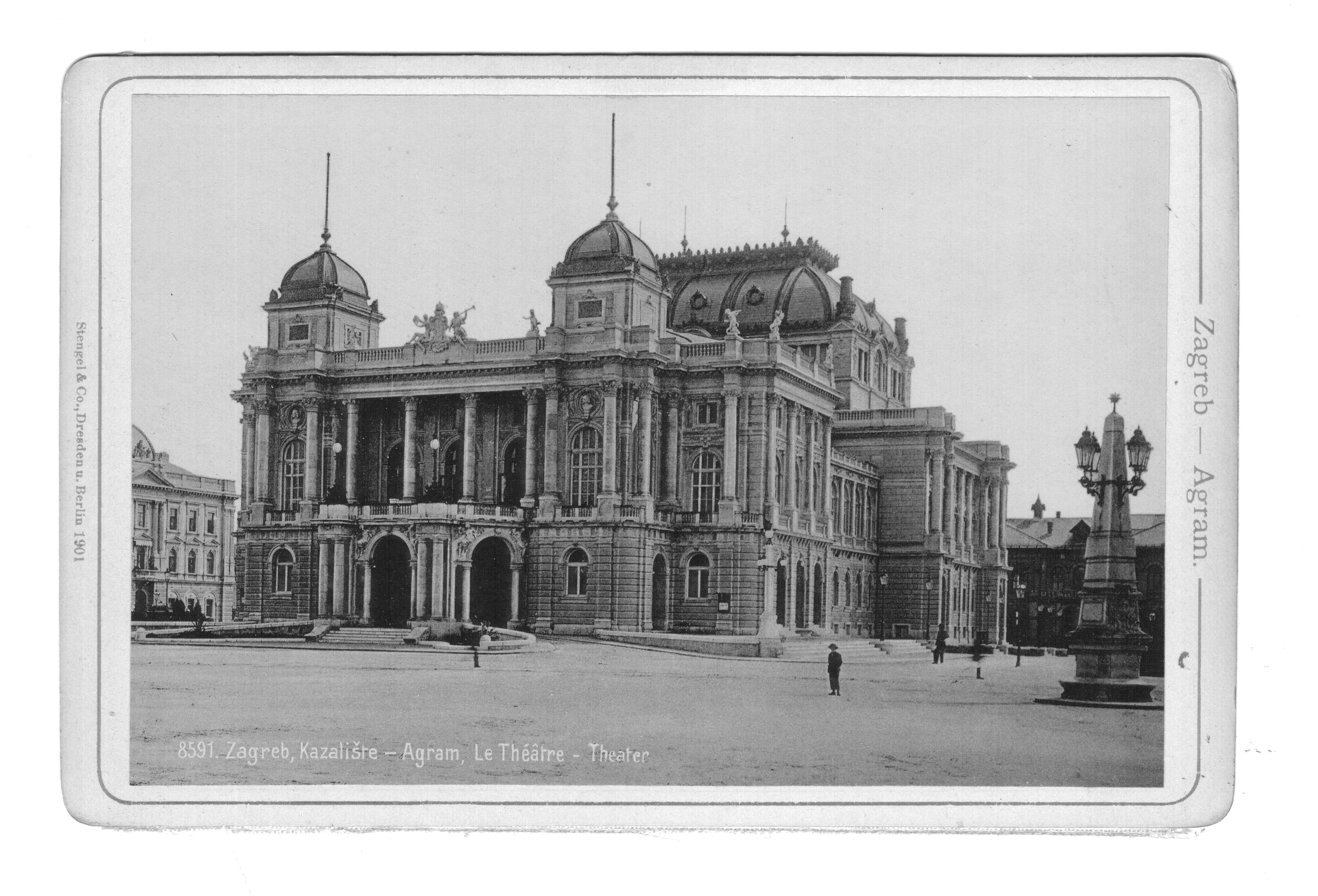
Teatro Nacional Croata en Zagreb.
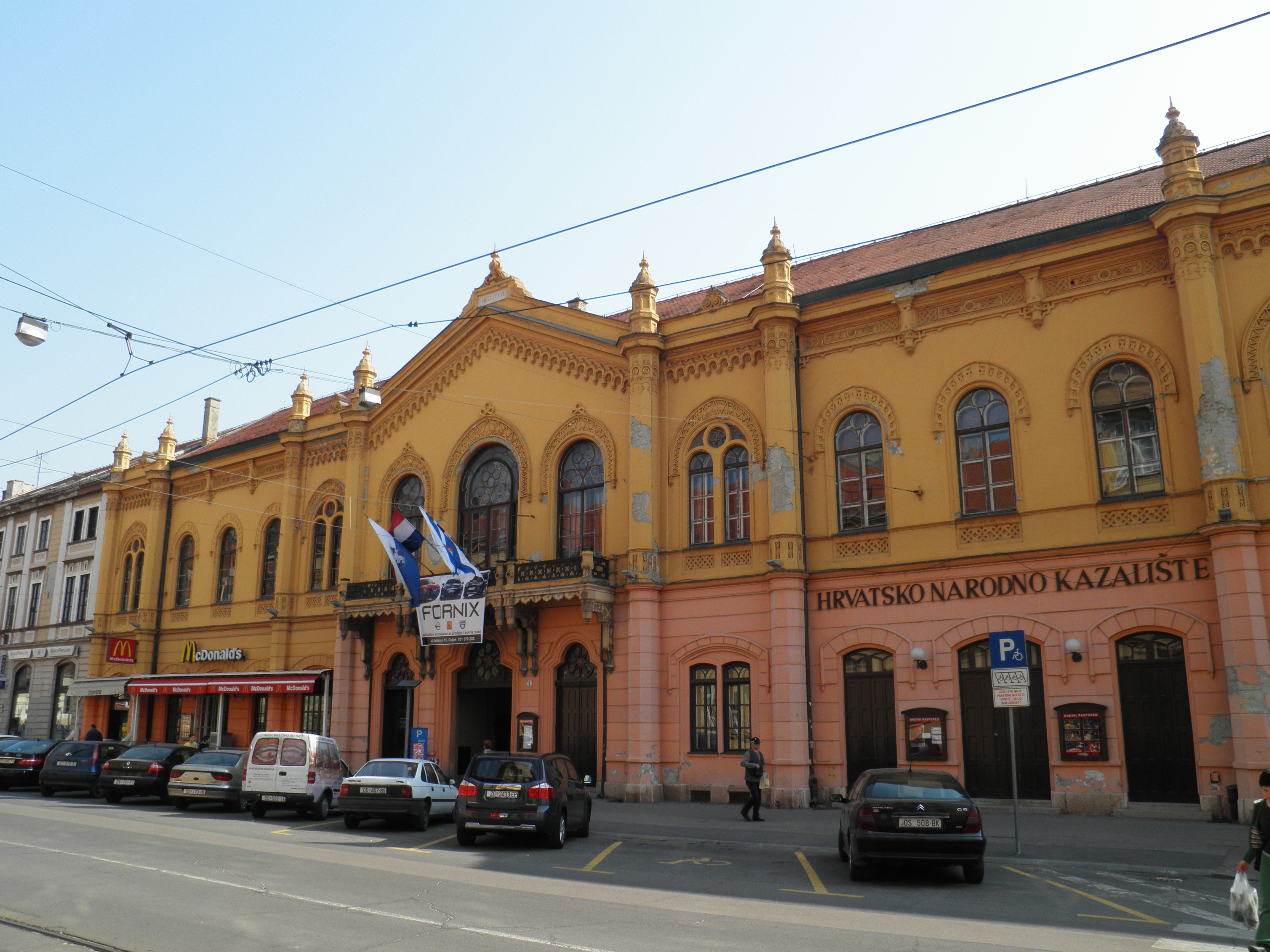
Teatro Nacional Croata en Osijek.
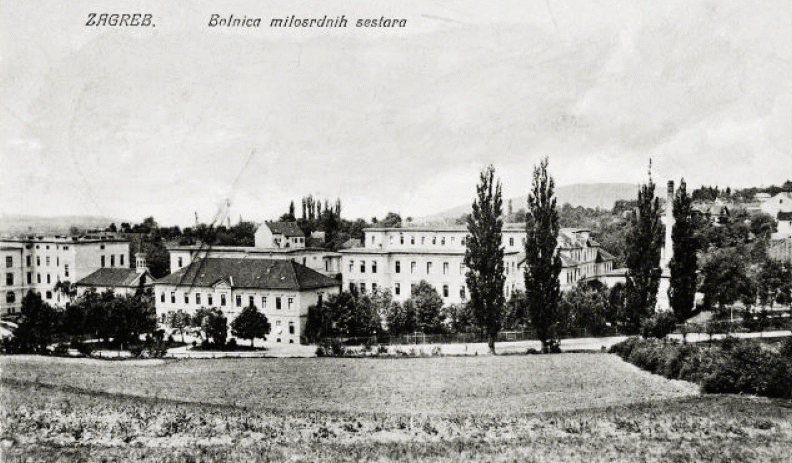
Hospital Clínico de las Hermanas de la Caridad

## Símbolos
Según el Acuerdo de 1868 y el Decreto N.º 18.307 de 16 de noviembre de 1867 del Departamento del Interior del Gobierno del País Real:
El tricolor rojo-blanco-azul es la bandera civil en los Reinos de Croacia y Eslavonia, que con el escudo de armas unido de Croacia, Eslavonia y Dalmacia con la corona de San Esteban en la parte superior es la bandera oficial para el uso en asuntos autónomos. La mencionada bandera civil puede ser utilizada por todos de manera adecuada.
También se afirmó que el emblema para asuntos conjuntos de los territorios de la Corona húngara está formado por el Escudo de Armas de Hungría y Dalmacia, Croacia y Eslavonia.
Sin embargo, hubo muchas variaciones de la versión de la bandera utilizada internamente, con algunas variantes incluso con otro tipo de corona o simplemente sin ninguna corona en lugar de la corona húngara oficial de San Esteban. También hubo muchas variaciones en el tipo de escudo. El Escudo de Armas no oficial era el diseño preferido y su uso generalizado fue la razón por la que el Ban emitió un Decreto el 21 de noviembre de 1914, indicando que desde que se convirtió en una costumbre en los Reinos de Croacia y Eslavonia el uso de banderas que tampoco son adecuadas en Estado jurídico o político y que fortaleció las leyes relacionadas con la bandera, reiteró las definiciones antes mencionadas de banderas croatas y declaró que Las autoridades policiales castigarán las violaciones de este Decreto con una multa de 2 a 200 coronas o con un arresto de 6 horas a 14 días y confiscarán la bandera o el emblema no autorizado.

Bandera con el escudo de armas utilizado internamente "para asuntos autonómicos" por decreto del virrey. Se prescribió oficialmente para coronarse con la Corona de San Esteban, pero a menudo se usaba un diseño alternativo.
La bandera oficial, pero menos común, con el escudo de armas, coronada con la corona de San Esteban.
La bandera sin el escudo de armas fue la bandera civil que también se usó fuera del Reino.

### Himno
El himno del reino era el de la monarquía dual austrohúngara (Gott erhalte Franz den Kaiser) con su variante en lengua croata.
Letra
Bože živi, Bože štiti

Kralja našeg i naš dom.

Vječnom Ti ih slavom kiti,

Snagom Ti ih jačaj svom.

Ti nam sretne dane množi,

Habsburškoj ih kući daj,

S njenom snagom zauvijek složi

Hrvatske nam krune sjaj.